# アルトマルク休戦協定
アルトマルク休戦協定(Altmark)とは、1629年9月26日に行われたスウェーデン・ポーランド戦争の休戦協定である。

## 概要
プロイセン地方のアルトマルクで行われた事から、アルトマルクの和議とも呼ばれ、8年間に渡った両国の戦争の事実上の終戦協定となった。
同年のプツクの戦いにおいてスウェーデン軍は惨敗を喫したが、ポーランド軍もまたスウェーデン軍を駆逐するほどの余力はなく、両国間で和平の機運が高まった。ここでスウェーデンをドイツ三十年戦争に介入させたがったフランス王国が調停に乗り出す事となった。
また、ここでは1635年のストゥムスドルフの和約についても記す。

## アルトマルクの和議の内容
フランスの調停により、スウェーデン有利の休戦条約を締結（1629年9月26日）。
- スウェーデン、ポーランドは6年間の休戦期間を設ける。
- スウェーデンは、リーフランド（リヴォニア）を獲得する。
- スウェーデンは、メーメル、ダンツィヒ平原の諸都市の徴税権を獲得する（プロイセン船舶関税）。
- スウェーデン守備兵のプロイセン北岸への駐留。
- スウェーデンは、東プロイセンをプロシア公国に返還する。
- ポーランドは、グスタフ・アドルフのスウェーデン王位を容認する（実質的には保留）。

これによってグスタフ・アドルフのバルト海制覇はほぼ実現した。また、ポーランドとの停戦のおかげで、スウェーデンは本格的に三十年戦争介入にこぎつける事となった。

## ストゥムスドルフの和約の内容
1635年に6年間の休戦期間を終えると、両国の間で正式に停戦条約を締結（1635年9月12日）。
- メーメル、ダンツィヒ平原の諸都市のスウェーデンによる徴税権（プロイセン船舶関税）を撤廃。
- スウェーデン守備兵のプロイセン北岸からの撤兵。
- スウェーデンに対してポーランドは侵略的行為をしない。

三十年戦争におけるスウェーデン戦争でグスタフ・アドルフを失ったスウェーデンは、勢力を一時的に減退させていたため、外交交渉はポーランド有利で運ぶ事となった。一方、スウェーデンが占領していたリーフランド及びリガは、この講和条約ではポーランド側による領土割譲も回復も為されなかったが、ポーランド議会による、スウェーデンを仮想敵国とする国王の軍備増強計画が破棄されたこともあり、戦闘の完全な終息によってこの地域は事実上のスウェーデン領となった（ポーランド・リトアニア共和国がリーフランド及びリガのスウェーデンの主権を正式に認めたのは、北方戦争終結後の1660年）。

## 読書案内
- 武田龍夫 『物語 北欧の歴史』 中公新書、1993年。ISBN 4-12-101131-7
- 武田龍夫 『物語 スウェーデン史』新評論、2003年。ISBN 4-7948-0612-4
- 入江幸二 『スウェーデン絶対王政研究』 知泉書館、2005年。ISBN 4-901654-62-4